# Silo av Asturien
Silo av Asturien, död 783, var kung av Asturien mellan 774 och 783.